# Ущелье (фильм)
«Ущелье» (англ. The Gorge) — американский научно-фантастический романтический боевик 2025 года, снятый режиссёром Скоттом Дерриксоном по сценарию Зака Дина и вышедший в 2025 году. В центре сюжета — загадочное ущелье, которое с двух сторон охраняют снайперы, а на его дне скрываются устрашающие силы, готовые вырваться наружу в любую минуту. Главные роли исполнили Аня Тейлор-Джой, Майлз Теллер и Сигурни Уивер.
Премьера фильма состоялась 14 февраля 2025 года на Apple TV+.

## Сюжет
Неназванная организация, в лице агента Бартоломью, нанимает двоих снайперов для особого задания. Американец Ливай и литовка Драса отправляются на секретный объект, находящийся в неизвестном месте. Место выполнения задания — две сторожевые башни, находящиеся по обе стороны ущелья: восточной и западной. Задача наёмников — патрулировать границы ущелья, обслуживать автоматические пулемёты и минные заграждения, останавливающие некую силу, скрывающуюся в тумане на дне пропасти. Срок задания — 1 год. Предыдущий наёмник Джей Ди, передавший дежурство Ливаю, сообщает, что здесь «врата в ад» и его задача — остановить всё, что попытается покинуть ущелье. Дежурства начались здесь ещё в 1940-е годы, в холодную войну, и продолжаются до сих пор. Существ из ущелья Джей Ди назвал «полые люди». При попытке отправить на зачистку ущелья войска из 2400 кавалеристов ни один не вернулся. Джей Ди покидает западную башню и при эвакуации оказывается убит сотрудником Бартоломью.
Ливай и Драса поначалу ничего не знают о том, кто несёт службу на другой стороне ущелья, контакты запрещены. Однако они видят друг друга в бинокль, и постепенно, несмотря на запрет, между ними налаживается общение при помощи записей на табличках. Связь становится романтической. В день рождения Драсы они устраивают подобие вечеринки, которую нарушают существа, поднявшиеся по стенам ущелья. Автоматические пулемёты, мины и огонь из винтовок Драсы и Ливая останавливают вторжение. Через 6 месяцев изоляции, 14 февраля, Ливай, по просьбе Драсы, решает проложить путь на другую сторону ущелья. Выстрелом из гранатомёта он перекидывает зиплайн и переправляется на восточную башню. Влюблённые соединяются и проводят ночь вместе. На следующий день Ливай пытается вернуться, но как раз в этот момент «полые люди» начинают новую атаку, мины перебивают трос, и Ливай падает вниз, спасаясь на парашюте. Драса бросается вниз на помощь.
На дне ущелья Драса и Ливай обнаруживают секретную лабораторию по разработке биологического оружия, созданную после Второй мировой войны странами антигитлеровской коалиции. Однажды после землетрясения лаборатория была сильно повреждена, произошла утечка вредных веществ, а персонал большей частью погиб. При этом началась реакция, превратившая всех выживших существ, включая людей, животных, насекомых и растения, в мутантов, гены которых скомбинировались друг с другом. Позже число мутантов пополнила большая группа кавалеристов, присланная на ликвидацию последствий землетрясения. В результате мутировавшие гибриды размножились и заполонили ущелье. Отразив несколько атак монстров, Драса и Ливай выяснили секреты ущелья. В начале 2000-х частная компания Darklake решила собрать данные о мутантах с целью создания «суперсолдат». Они организовали новую лабораторию и начали патрулирование ущелья дронами. Драса и Ливай узнали, что в ущелье есть ядерный заряд, и, если произойдёт отключение периметра, сдерживающего ущелье, сработает протокол «Бродячий пёс», приводящий в действие бомбу. При помощи старого джипа и его лебёдки им удалось выбраться из ущелья наверх в башню. Ливай и Драса восстанавливают зиплайн и возвращаются по своим сторонам. После они минируют системы распознавания нарушения периметра ущелья.
Во время очередного сеанса связи с Бартоломью Ливай понял, что они скомпрометированы как агенты и их немедленно уберут. Безопасное расстояние, согласно протоколу самоуничтожения ущелья, около 4 км от эпицентра. Увидев приближающийся вертолёт компании Darklake, Ливай и Драса покидают башни. С расстояния около 4 км они выстрелами из снайперской винтовки приводят в действие мины, уничтожающие периметр. Затем срабатывает ядерный заряд, уничтожающий ущелье и представителей Darklake вместе с Бартоломью. От взрывной волны Ливай падает с обрыва в реку и получает тяжёлые травмы. Драса поселяется в Эзе на берегу моря, где спустя некоторое время вылечившийся после травмы Ливай находит её.

## В ролях
- Аня Тейлор-Джой — Драса
- Майлз Теллер — Ливай Кейн
- Сигурни Уивер — Бартоломью
- Шопе Дирису — Джей Ди
- Рута Гедминтас — сотрудница лаборатории

## Производство
О начале работы над фильмом стало известно осенью 2022 года, когда на главные роли в фильме были приглашены Аня Тейлор-Джой и Майлз Теллер. Зак Дин стал автором сценария. Помимо главной роли, Теллер будет выступать в качестве исполнительного продюсера. Весной 2023 года Сигурни Уивер присоединилась к актёрскому составу.
В августе 2022 года стало известно, что режиссёром будущего фильма станет Скотт Дерриксон. Производством фильма занимается компании Skydance и Crooked Highway. Apple TV+ приобрела права на показ фильма. Съёмки начались в марте 2023 года в Лондоне.
Премьера фильма состоялась 14 февраля 2025 года на Apple TV+.

## Отзывы и оценки
На сайте Rotten Tomatoes фильм имеет рейтинг 61 % основанный на 96 отзывах, со средней оценкой 5.7/10.
Гленн Кенни в рецензии для The New York Times дал фильму положительную рецензию, написав: «„Ущелье“ берет и без того неправдоподобную предпосылку, а затем выводит её из жанра шпионажа в научную фантастику и ужасы… этот фильм больше всего похож на живое па-де-де между Тейлор-Джой и Теллером, которые с похвалой относятся к своему материалу, как бы он ни был смешон».